# Samsun (province)
Pour les articles homonymes, voir Samsun.
La province de Samsun est une des 81 provinces (en turc : il, au singulier, et iller au pluriel) de Turquie.
Sa préfecture (en turc : valiliği) se trouve dans la ville éponyme de Samsun.

## Géographie
La superficie de la province est de 9 475 km2.

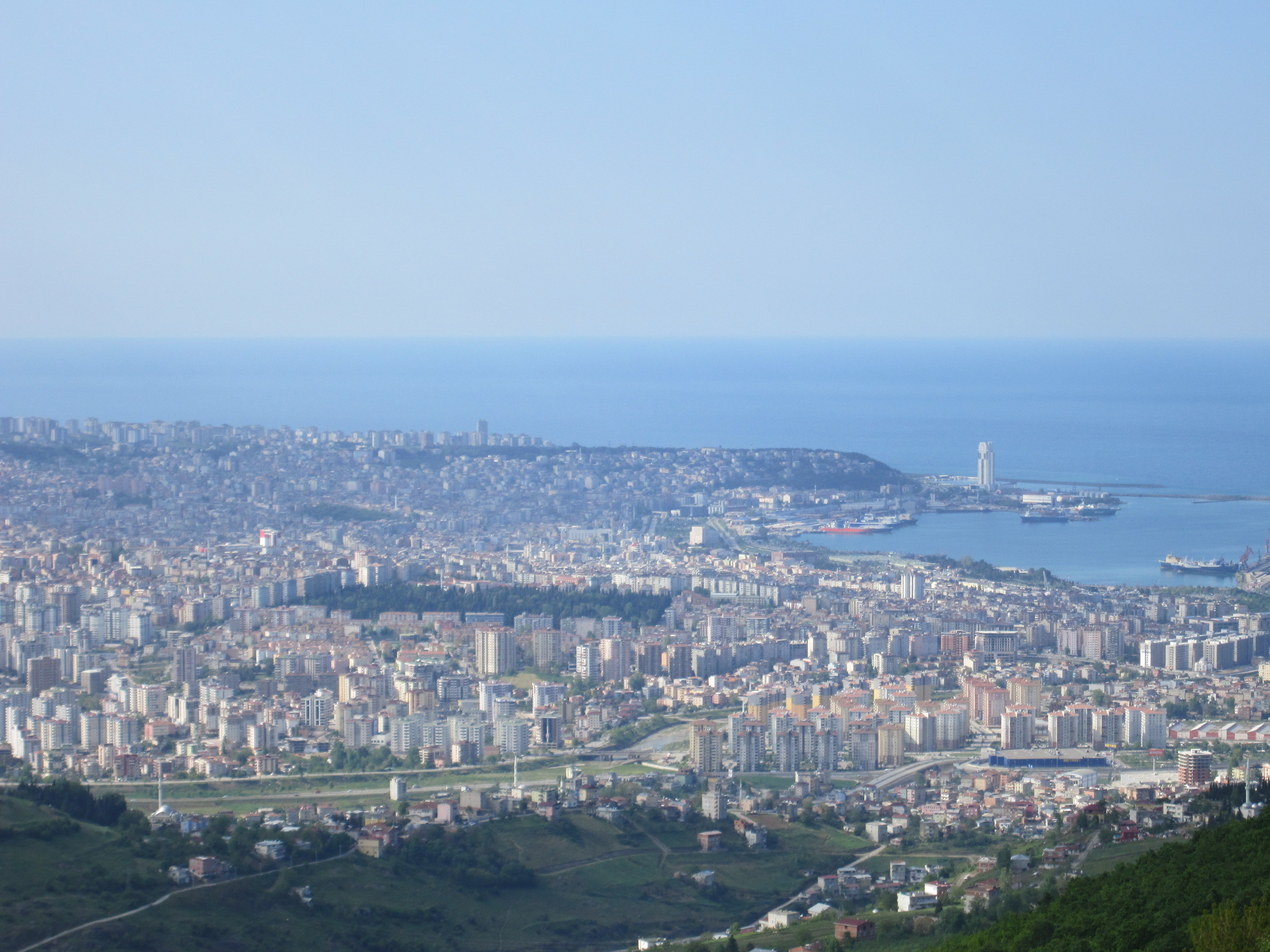
Samsun.
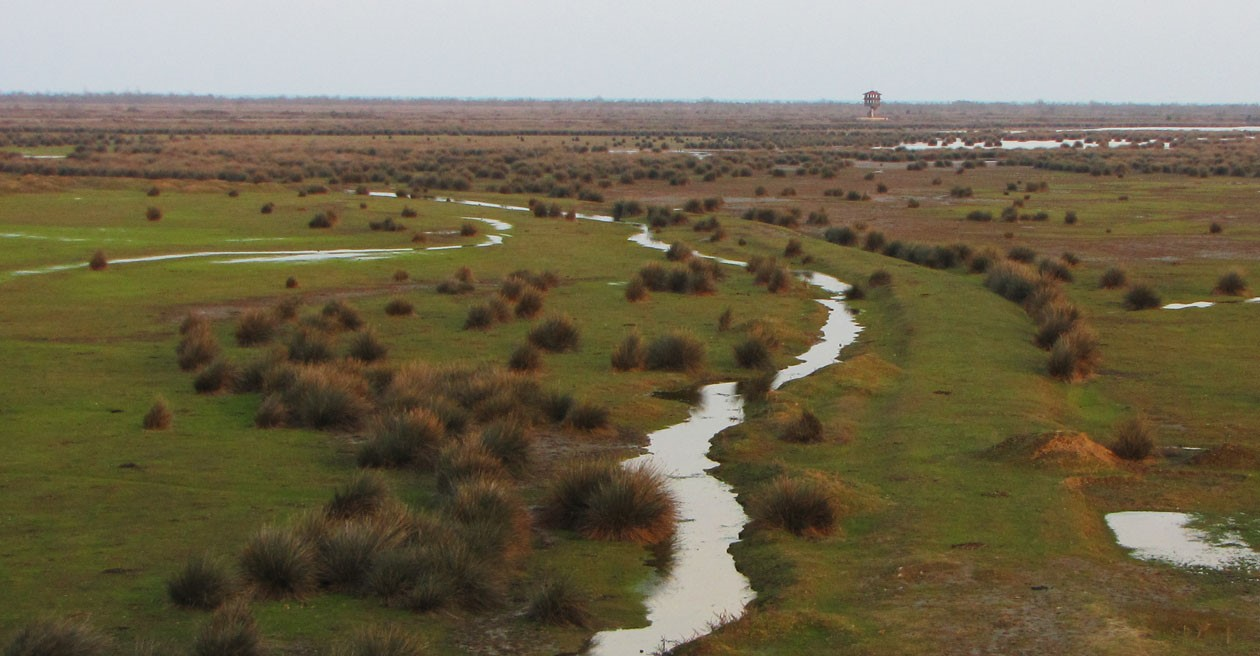
Le delta du Kızılırmak.
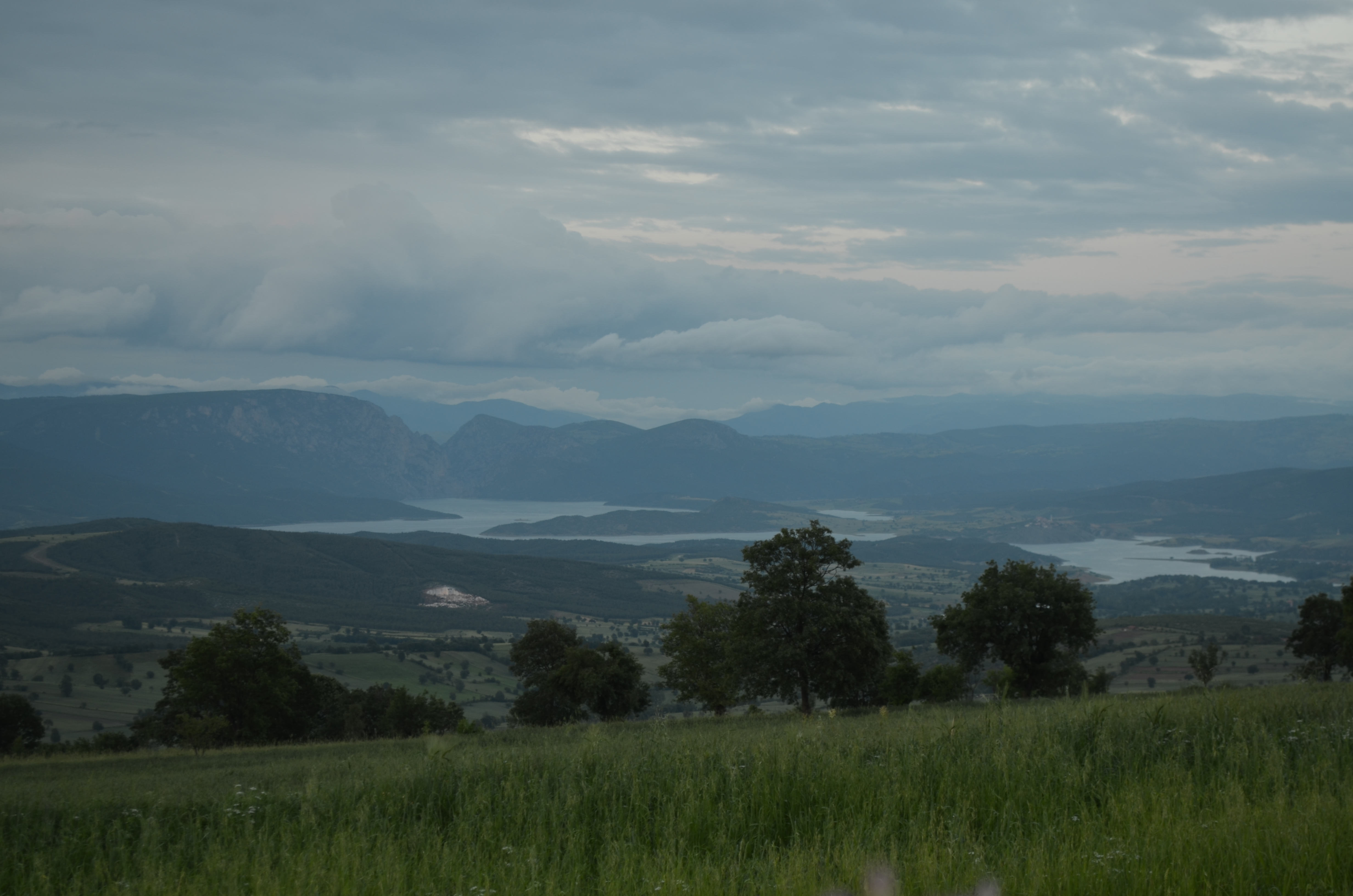
La retenue d'Altınkaya.
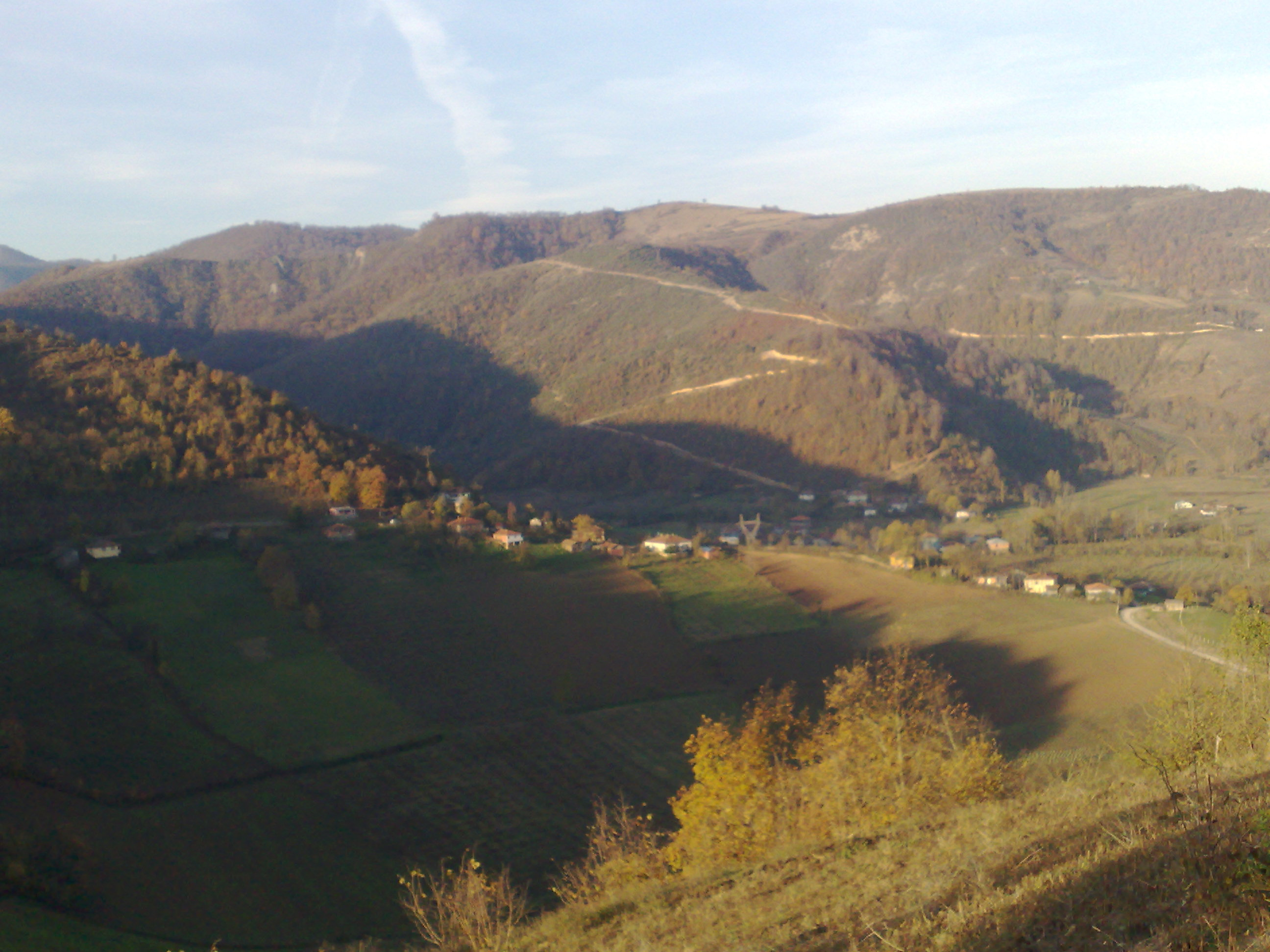
Paysage près de Çarşamba.

## Population
Au recensement de 2000, la province était peuplée d'environ 1 209 137 habitants, soit une densité de population d'environ 127 hab./km2.
| 2000      | 2001      | 2002      | 2003      | 2004      | 2005      | 2006      | 2007      | 2008      |
| --------- | --------- | --------- | --------- | --------- | --------- | --------- | --------- | --------- |
| 1 191 926 | 1 198 574 | 1 203 611 | 1 208 179 | 1 213 165 | 1 218 424 | 1 223 774 | 1 228 959 | 1 233 677 |

| 2009      | 2010      | 2011      | 2012      | 2013      | 2014      | 2015      | 2016      | 2017      |
| --------- | --------- | --------- | --------- | --------- | --------- | --------- | --------- | --------- |
| 1 250 076 | 1 252 693 | 1 251 729 | 1 251 722 | 1 261 810 | 1 269 989 | 1 279 884 | 1 295 927 | 1 312 990 |

| 2018      | 2019      | 2020      | 2021      | 2022      | 2023      | - | - | - |
| --------- | --------- | --------- | --------- | --------- | --------- | - | - | - |
| 1 335 716 | 1 348 542 | 1 356 079 | 1 371 274 | 1 368 488 | 1 377 546 | - | - | - |

## Administration
La province est administrée par un préfet (en turc : vali)

## Subdivisions
La province est divisée en 15 districts (en turc : ilçe, au singulier).